# Jake Brown
Jake Brown (nascido em 6 setembro de 1974) é um skatista australiano.

## Vida Pessoal e Início da Carreira
Os pais de Jake Brown se divorciaram quando ele era ainda jovem, daí ele vivia apenas com a mãe.
Ele gostava de andar a cavalo e jogar futebol; mas no início da adolescência ele mudou do futebol para o skate; e eventualmente ele se mudou de Sydney para Melbourne (que é uma cidade melhor para a prática de skate) para ser um skatista melhor.
Em 1996, Jake competiu em seu primeiro evento profissional, o Slam City Jam, e em 1997 se mudou para a Califórnia. Jake Brown agora vive em Carlsbad com sua esposa Abril, que trabalha em uma empresa de biotecnologia.

## Queda nos X Games
Nos X Games de 2007, na modalidade Mega Rampa; Jake fez uma descida , na qual na rampa ele conseguiu uma rotação de 720 graus, na continuidade, quando ele estava no quarter pipe, ele perdeu o controle do skate e caiu afastando-se do quarter
à 15 metros de altura. Jake desmaiou, e o público ficou "chocado"; mas logo depois ele se levantou um pouco e afastou-se do lugar da queda. Ele ainda ganhou a medalha de prata por sua execução anterior, sendo a sua segunda medalha de prata nos X Games.
Logo depois da queda ele foi para o hospital e só foi liberado 3 dias depois.

## Títulos
Dentre as principais conquistas estão:
- 2004: Campeão do skate vertical no LG Action Sports Tour; em Pequim, China.
- 2005: Primeiro no vert best trick, no Globe World Cup, na Austrália
- 2006: Medalhista de prata na Mega Rampa no X Games.
- 2007: Ganhou a medalha de prata na Mega Rampa nos X Games, onde ainda caiu afastando-se do quarterpipe à 15 metros de altura.
- 2008: Ganhou o bronze nos X Games também na Mega Rampa.
- 2009: Ganha sua primeira medalha de ouro nos X Games.
- 2010: Vence mais uma vez nos X Games.